# White Tiger
White Tiger (español Tigre blanco) fue una banda de Heavy metal proveniente de Estados Unidos, fundada por el ex Kiss Mark St. John, junta a David Donato, junto al bajista Michael Norton y al baterista Brian James Fox, solo grabaron 2 discos y 1 demo, Donato tocó en Black Sabbath en 1985, mientras que St. John había estado en Kiss en 1984 . El resto de la banda estaba formado por el bajista Michael Norton, hermano de Mark St. John, y el baterista Brian James Fox.
La banda fue formada por el ex guitarrista de Kiss, Mark St. John. St. John quería comenzar un proyecto con músicos que antes no se conocían en el negocio de la música y, junto con St. John, presentaba al ex vocalista de Black Sabbath David Donato, el hermano mayor de St John y técnico de guitarra durante su tiempo en Kiss Michael Norton en el bajo. y el baterista Brian James Fox.
La banda cuya imagen y sonido de Glam metal era algo similar a Kiss en la era de los 80 fue eliminada de su sello discográfico a finales de 1986 después de que los ejecutivos no vieran ningún sencillo de éxito potencial en su álbum debut homónimo ( White Tiger ). En 1998, a St. John se le ofreció un contrato con un pequeño sello discográfico para grabar un nuevo álbum con la banda, lo que resultó en Raw de 1999, que incluía 20 demos y tomas descartadas inéditas.
Desde el lanzamiento de Raw y algunas fechas en el área de Los Ángeles, no se ha sabido nada de la banda y se cree que se han disuelto para siempre.
El 5 de abril de 2007, Mark St. John murió de una aparente hemorragia cerebral a los 51 años.

## Historia y formación
St. John (Mark Norton), ejerció la profesión de profesor de guitarra antes de ser contactado por Kiss en 1984 , luego de ser recomendado por el conocido constructor de guitarras Grover Jackson , para reemplazar a Vinnie Vincent , quien acababa de ser despedido de la banda. A partir de este período, Norton se dio a conocer al público con el nombre en Mark St. John. Con Kiss, St. John participó en las grabaciones del álbum Animalize (el álbum de Kiss más vendido de los 80), pero en diciembre del mismo año, luego de haber participado en tres fechas de la gira mundial, fue reemplazado por Bruce. Kulick por motivos de salud (había contraído una forma rara de artritis).

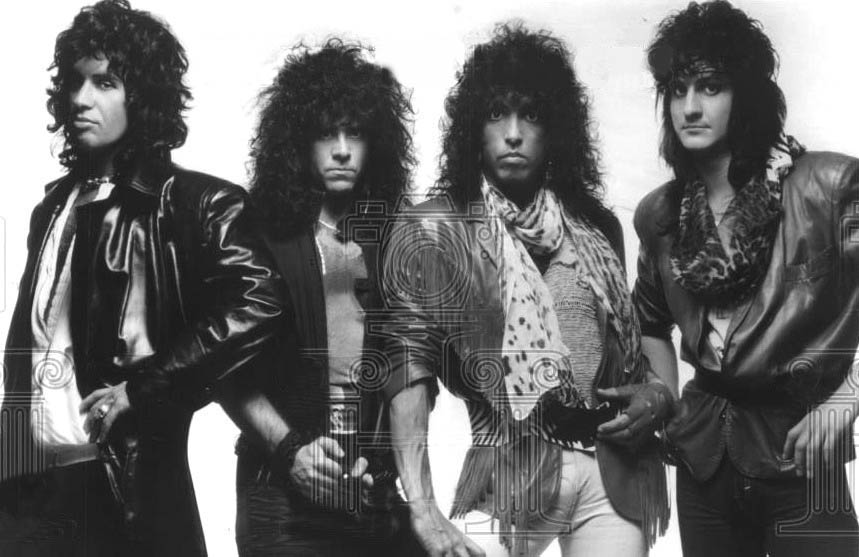
Kiss en 1984. De izquierda a derecha: Simmons, Carr, Stanley y St. John.

Donato, en cambio, se unió a Black Sabbath en 1984 para reemplazar a Ian Gillan , y fue despedido en 1985 , después de solo seis meses, por razones que no se comprenden completamente. Antes de esta experiencia Donato, que había trabajado anteriormente como modelo, había sido miembro del Armageddon británico (pero con sede en Los Ángeles) a mediados de la década de 1970 , con el que grabó un debut homónimo en 1975 , antes de la muerte. de su fundador Keith Relf (ex vocalista de The Yardbirds ). Después de estos, se unió a la banda Hero fundada por Neil Citron (recientemente como guitarrista de Quiet Riot).
White Tiger se formó a principios de 1986 por St. John, su hermano Michael Norton, Donato y el baterista Brian James Fox. Estos tenían cierta similitud en apariencia y sonido con el metal de pelo Kiss de la era de los ochenta. Unos meses más tarde, después de firmar con EMC Records , lanzaron el debut homónimo White Tiger, que si bien recibió elogios relacionados con la composición de canciones, sin embargo fue criticada por su mala producción. En cualquier caso, no tuvo un éxito significativo y pasó desapercibido, también porque fue producido por una pequeña etiqueta. El sello, que no veía un futuro prometedor para el cuarteto, rechazó a la banda por falta de éxito. Se grabaron demostraciones para un posible segundo álbum, que debería haberse titulado On The Prowl , pero nunca se lanzaron debido a un contrato discográfico perdido.
La banda logró un éxito respetable con el lanzamiento de su primer álbum en 1986, logrando el platino con 50.000 copias vendidas, entre el álbum debut. No fue hasta 1999 que se lanzó otro álbum, en el que se pueden encontrar canciones más antiguas o inéditas.
El proyecto, al no ver salidas, se interrumpió en 1989 . St. John fundó la banda Keep compuesta por St. John, el cantante Michael McDonald (el seudónimo con el que se presentó Michael Donato), el guitarrista Kevin Russell, el bajista Joey Mudarri y en la batería nada menos que Peter Criss, un conocido exmiembro de Kiss. Después de cambiar brevemente de bajista con Jim Barnes, St. John volvió a presentar a su hermano Michael en enero de 1990. Esta encarnación de Keep, que incluía a casi todos los miembros de White Tiger, grabó algunos demos y asistió a algunos conciertos en California. Sin embargo, el sello comenzó a distanciarse de la banda recién nacida, también por la irrupción del movimiento grunge. Que cambió radicalmente las tendencias musicales de la época. Posteriormente, la banda se disolvió en 1991 cuando Peter Criss fundó su proyecto en solitario llamado "Criss".

## Reunión y lanzamiento de Raw
St. John trabajó más tarde con Stevie Wonder y David Hasselhoff . El hermano Michael Norton se unió a la banda Laidlaw lanzando los álbumes Sample This (1998) y First Big Picnic (1999). Más tarde, Fox se unió a Silent Rage , irónicamente, firmando con el sello propiedad de Gene Simmons , un conocido bajista de Kiss. Con ellos, el baterista lanzó el álbum Still Alive en 2002 . En 1998, St. John contrató a un pequeño sello para lanzar el álbum White Tiger Raw que fue lanzado en 1999. Después de tocar durante algunas fechas en Los Ángeles, la banda finalmente se separó. En el mismo 1999 se reeditó el debut de White Tiger con la adición de un bonus track. St. John luego emprenderá su proyecto en solitario llamado "Mark St. John Project" grabando primero el EP homónimo Mark St. John Project en 1999 en el que participó en la composición de algunas canciones de Peter Criss, y luego en 2003 el segundo Magic Teoría de la bala .
Se informó que St. John murió el 5 de abril de 2007 de una hemorragia cerebral. Tenía 51 años.

## Controversia con otra banda
Hay una nueva banda de hard rock y heavy metal que se llama White Tiger (Wilmington, Delaware), usando el mismo nombre de la que formò Mark St. John junto a David Donato (voz), su hermano Michael Norton (bajo) y Brian James Fox (baterìa), ellos lanzaron un disco homónimo en 1986. El 26 de marzo abriràn el concierto en Delaware de Red Dragon Cartel, el grupo del guitarrista Jake E. Lee quien estuvo en Badlands con Eric Singer
Una rara cinta demo de 1988 de White Tiger, la banda de Mark St. John, fue vendida hace poco en ebay por $608.00.  Los temas inlcuìdos son Wild Wild Women, Communicator, Where Did Our Love Go y Face the Love.
Brian James Fox, ex baterista de White Tiger, banda de Mark St. John, ha anunciado que está trabajando en antiguo material del grupo grabado en vivo (no ha especificado si en audio o video) para publicarlo en Facebook y Youtube.

## Curiosidades
- La banda supuestamente se llamaría después Keep, con los mismos miembros del White Tiger, espeto que Donato se cambió de banda.
- Solo sacaron dos álbumes, uno salió en 1986 y el otro en el año de 1999, tuvieron éxitos respetables pasando a platino.
- Las canciones fueron escritas por Donato y Mark para el primer álbum, el segundo fueron escritas por Mark.
- Mark murió en 2007 por un derrame cerebral y la banda se separó para siempre.
- David Donato murió en 2021 por complicaciones en la garganta y murió de asma.
- Michael Norton es el hermano menor de Mark.
- Brian Fox fue exmiembro de Silen Rage como baterista.
- Era una banda glam y de heavy, géneros populares de los 80.

## Discografía

### Álbumes de estudio
| Año  | Título            | Discográfica |
| ---- | ----------------- | ------------ |
| 1986 | White Tiger       | ECM Records  |
| 1988 | White Tiger Demos | ECM Records  |
| 1999 | Raw               | ECM Records  |

## En directo
| Año  | Título          | Discográfica |
| ---- | --------------- | ------------ |
| 1986 | Live In Anaheim | ECM Records  |

## Ep

### Mark St. John Project(acreditado a Mark St.)
| Año  | Título                | Discográfica              |
| ---- | --------------------- | ------------------------- |
| 1999 | Mark St. John Project | Nes Lonch Monster Records |

### Magic Bullet Tehory (acreditado a Mark y Michael)
| Año  | Título              | Discográfica              |
| ---- | ------------------- | ------------------------- |
| 2003 | Magic Bullet Tehory | Nes Lonch Monster Records |

### The Keep Demos(acreditado a David Donato)
| Año  | Título         | Discográfica      |
| ---- | -------------- | ----------------- |
| 1988 | The Keep Demos | Universal Records |

## Lista de sencillos

### Sencillos
- Rock Warriors
- Live To Rock
- "Communicator"
- "Live for Today"
- "Rock City"
- Small Dose of Lovin'
- What Ya Doin'
- Day of the Dog
- Lord of the Fire
- Love Me or Leave Me
- She's the Kind of Girl
- Razor Rock
- Brother the Devil

## Lista de canciones

### White Tiger
1. "Rock Warriors" - 5:28
2. "Love/Hate" - 5:51
3. "Bad Time Coming" - 6:01
4. "Runaway" - 5:00
5. "Still Standing Strong" - 5:26
6. "Live To Rock" - 4:09
7. "Northern Wind" - 5:13
8. "Stand And Deliver" - 4:38
9. "White Hot Desire" - 4:36

### Raw
1. Do You Want Me
2. You're the One
3. Small Dose of Lovin'
4. What Ya Doin'
5. Day of the Dog
6. Lord of the Fire
7. Love Me or Leave Me
8. She's the Kind of Girl
9. Razor Rock
10. Brother the Devil
11. I'm a Lover
12. Pull It Tight
13. Love Me or Leave Me [Keyboard Version]
14. Baby (Somethin' About You)
15. Out Rockin'
16. Makin' Love
17. Fallin' in Love
18. You're Breakin' My Heart
19. Interlude/Little Pussy [instrumental]
20. Big Cat Strut [instrumental]

## Posición del álbum

### White Tiger
| País           | Lista                   | Mejor posición | Ref.   |
| -------------- | ----------------------- | -------------- | ------ |
| Alemania       | German Albums Chart     | 25             | [ 2 ]  |
| Austria        | Alben Top 75            | 14             | [ 2 ]  |
| Canadá         | Canadian Albums Chart   | 41             | [ 3 ]  |
| Estados Unidos | Billboard 200           | 19             | [ 4 ]  |
| Finlandia      | Suomen virallinen lista | 4              | [ 5 ]  |
| Noruega        | Topp 40 Album           | 14             | [ 6 ]  |
| Países Bajos   | Album Top 100           | 17             | [ 7 ]  |
| Reino Unido    | UK Albums Chart         | 11             | [ 8 ]  |
| Suecia         | Sverigetopplistan       | 8              | [ 9 ]  |
| Suiza          | Schweizer Hitparade     | 9              | [ 10 ] |

## Alineación

David Donato voz
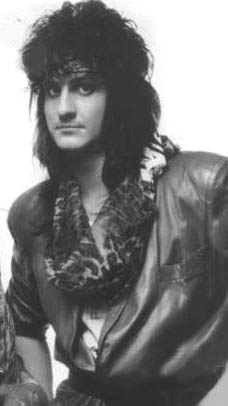
Mark St John guitarra eléctrica y coros
Michael Norton bajo, teclados y coros
Brian James Fox batería y percusión

### Miembros actuales
- David Donato - voz
- Mark St. John - guitarra
- Michael Norton - bajo
- Brian James Fox - batería

### Otros miembros
- Peter Criss - batería
- Phil Naro - Voz
- Stan Maczek - Bajo
- Roger Banks - Batería
- Dave Good - Batería[11]

### Equipo de producción
- Mark St. John - Producctor
- David Donato, Mark St. John - Compositores
- Keith Soyka - Técnico [Guitar Tec]
- George Marino - masterización
- Dave Wittman - ingeniería y mezcla
- Tim Crich, Chris Minto - ingeniería

## Línea Temporal
Cronología

## Tour White Tiger
White Tiger Tour